# Rødelåge
Rødelåge er et område ved Rødelågevej i det sydøstlige Odense, som strækker sig fra Tingkærvej til Sanderumgaardsvej. Der ligger en gård, der i folkemunde bliver kaldt Rødelågegården (Rødløvgården) og et lille hus, der hører under Sanderumgaard. Dette hus bliver kaldt Rødløvehuset, da der i fortiden har være en rød låge, der markerede, at her startede Sanderumgaards jord. Rødelåge er blevet Rødløve på fynsk. En noget anderledes udtale som "Rodeløge" er også hørt blandt egnens ældre beboere med gammel afstamning fra området (Davinde).